# 圣苏勒
圣苏勒（法語：Sainte-Soulle，法語發音：[sɛ̃t sul]）是法国滨海夏朗德省的一个市镇，位于该省西北部，省会拉罗谢尔市区以东，属于拉罗谢尔区。

## 地理
圣苏勒（46°11'10"N, 1°0'43"W）面积21.82 平方千米，位于法国新阿基坦大区滨海夏朗德省，该省份为法国西部滨海省份，北起旺代省，西临大西洋，南至吉倫特省，东南接多爾多涅省，东北接德塞夫勒省接壤，东临夏朗德省。
与圣苏勒接壤的市镇（或旧市镇、城区）包括：布尔讷夫、滨海栋皮埃尔、蒙鲁瓦、圣梅达尔多尼斯、圣旺多尼斯、圣桑德尔、韦里讷。
圣苏勒的时区为UTC+01:00、UTC+02:00（夏令时）。

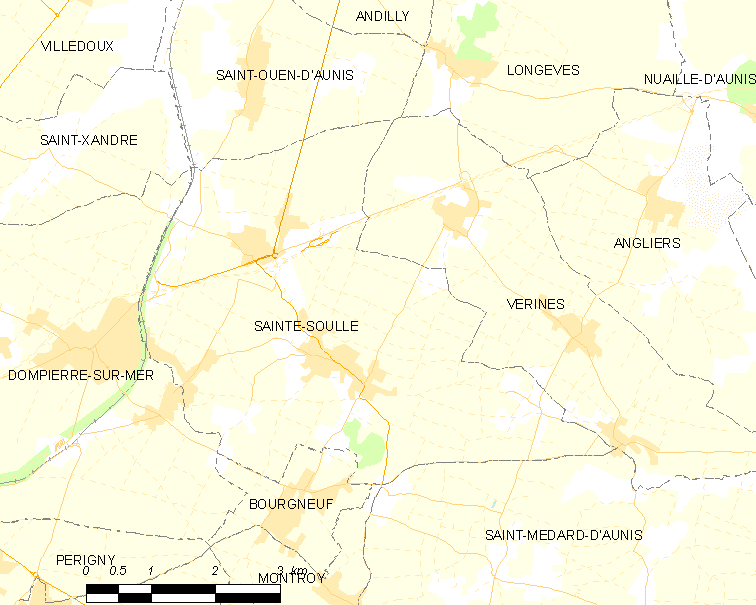
圣苏勒的OSM定位图

## 行政
圣苏勒的邮政编码为17220，INSEE市镇编码为17407。

## 政治
圣苏勒所属的省级选区为拉雅里县。

## 交通
法国国道N11线和滨海夏朗德省省道D110线、D137线、D203线及其支线经过境内。拉罗谢尔公交15路经过境内。

## 人口

1962-2008年间圣苏勒人口变化图示

圣苏勒于2022年1月1日时的人口数量为5016人。